# 5401 Minamioda
5401 Minamioda eller 1989 EV är en asteroid i huvudbältet som upptäcktes den 6 mars 1989 av de båda japanska astronomerna Toshiro Nomura och Kōyō Kawanishi vid Minami-Oda-observatoriet. Den är uppkallad efter Minami-Oda, Japan.
Asteroiden har en diameter på ungefär 9 kilometer och den tillhör asteroidgruppen Gefion.